# Znalezisko z Barberton Greenstone Belt
Znalezisko z Barberton Greenstone Belt na wschodzie RPA obejmuje pewne skamieniałości szeroko akceptowane jako dowody na istnienie życia w archaiku. Prokariotyczne skamieliny wielkości pojedynczych komórek znalezione w skałach Barberton datuje się na 3,5 miliarda lat. Barberton Greenstone Belt jest uważana za świetny obiekt badań nad archaiczną Ziemią z powodu odsłoniętych skał osadowych i metaosadowych.
Badania najwcześniejszych form życia na Ziemi dostarczyć mogą wartościowych informacji pomocnych w zrozumieniu, jak życie mogło wyewoluować na innych planetach. Długo postulowano możliwość istnienia życia na Marsie z powodu podobieństwa warunków środowiskowych i tektonicznych do Ziemi w czasach archaiku. Poznanie środowiska, w którym ewoluowało wczesne ziemskie życie, i zachowujących je skał pomaga naukowcom lepiej zrozumieć, gdzie szukać życia na Marsie. 

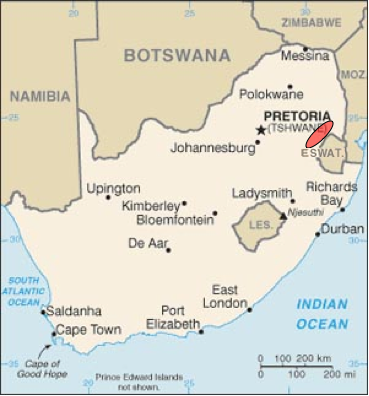
Obszar Greenstone Belt leżący na wschodzie RPA

## Początki życia
Skamieniałe pozostałości życia sprzed 3,5 miliarda lat znaleziono również w kratonie Pilbara, leżącym na zachodzie Australii. Razem ze skamielinami z Barberton wskazuje to, że komórkowe życie musiało już wtedy istnieć na Ziemi. Inna praca ukazuje życie jeszcze dawniejsze, sprzed 3,8 miliarda lat, z terenów leżących obecnie na zachodzie Grenlandii, co jest wciąż polemiczne. Istotną kwestię stanowi to, że życie komórkowe istniało już 3,5 miliarda lat temu, a więc musiało wyewoluować przed tym czasem. Ziemia liczy sobie 4,5 miliarda lat, istnieje więc okno czasowe trwające około miliarda lat, w którym organizmy o budowie komórkowej wyewoluowały na pozbawionej życia planecie (np. w „prebiotycznej zupie”, zob. pochodzenie życia).

## Dowody na istnienie życia
Zachowane w Barberton szczątki żywych organizmów zmieniały się przez 3,5 miliarda lat, dlatego obecnie ich rozpoznanie nie było łatwe. O ile może zachować się pozostałość ściany komórkowej, pierwotny skład zmienia się z upływem czasu, przechodząc mineralizację. Istnieje 6 kryteriów wyznaczających wiarygodność mikroskamieniałości jako danej mikrostruktury – prawdziwe mikroskamieniałości powinny:
1. występować względnie obficie,
2. składać się z węgla lub, jeśli uległy mineralizacji, stanowić efekt biologicznego wytrącania się (jak niektóre bakterie tworzące piryt na skutek procesów metabolicznych)[8],
3. wykazywać biologiczną morfologię,
4. występować w wiarygodnym geologicznie kontekście (np. nie będą ich zawierać skały magmowe, gdyż życie nie występuje w płynnej magmie),
5. leżeć w wiarygodnym kontekście ewolucyjnym (np. nieprawdopodobne byłoby znalezienie pozostałości złożonych organizmów 3,5 miliarda lat temu, gdyż organizmy te musiały wyewoluować z prostszych form),
6. różnić się od pokładów węgla o niebiologicznym pochodzeniu.

### Budowa komórek
Komórki przetrwały w zapisie kopalnym, gdyż ich ściany komórkowe tworzyły białka, które uległy przemianie w organiczny materiał kerogen, gdy komórki rozpadały się po śmierci. Substancja ta nie rozpuszcza się w kwasach nieorganicznych, zasadach ani rozpuszczalnikach organicznych. Z biegiem czasu nastąpiła mineralizacja kerogenu do grafitu lub przypominającego grafit węgla lub też zdegradował on do węglowodorów gazowych lub płynnych.

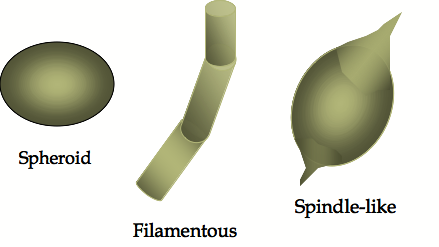
3 główne typy komórek archaicznych

Wyróżnia się  3 główne typy morfologii komórek. Nie ma przybliżonych zakresów rozmiarów. Mikroskamieniałość sferoidalna może mierzyć tylko 8 μm, mikroskamieniałość o kształcie nitkowatym może mieć długość aż 50 μm.

### Analizy izotopowe
Użyteczną metodą badań materii organicznej i nieorganicznej zawierającej węgiel są badania izotopowe. Wyznacza się tutaj wartość δ13C. W analizie izotopowej węgla nieorganicznego za typową przyjmuje się wartość ponad -10‰, która przypada zazwyczaj pomiędzy -5 oraz 5‰. W próbkach zawierających węgiel organiczny mieści się w zakresie od -20‰ dla bakterii fotoautotroficznych do -60‰ dla zbiorowisk mikroorganizmów zużywających metan. Duży zakres wartości odpowiadających węglowi organicznemu wiąże się z metabolizmem komórkowym. W komórkach organizmów fototroficznych, przeprowadzających fotosyntezę, osiągana jest inna wartość niż w organizmach bazujących na energii chemicznej (zob. strategia metaboliczna).

## Skamieniałości
Najstarsze skamieliny z Greenstone należą do Onverwacht Group, do formacji Kromberg i Hooggenoeg. Obie formacje składają się głównie ze skał magmowych. Obecne tam skały osadowe uległy przemianie w metamorficzne. Pomimo tego można tam znaleźć mikroskamieniałości w rogowcu, typie ewaporatu tworzącym się wśród osadów. Dowody zawarte w skałach, w tym wspomnianych rogowcach i stromatolitach, wskazują, że wczesne życie przyjmowało formy mat mikrobów i stromatolitów.
Stromatolity stworzyły wielkie kolonie mikroorganizmów, spotyka się je nie tylko wśród skamielin, ale też we współczesnych środowiskach o znacznym zasoleniu. Typowy stromatolit składa się z naprzemiennych warstw osadów i mikrobów. Mikroby te posiadły zdolność fotosyntezy. Stromatolity reprezentują więc środowisko płytkich wód, gdyż tworzące je organizmy potrzebowały światła. Stromatolity tworzą głównie mikroorganizmy nitkowate. Najstarszy ze stromatolitów na świecie datowany jest na około 3,5 miliarda lat. Stromatolity z Barberton datuje się na 3,3 miliarda lat.
Mikroskamieliny znalezione w rogowcu sięgają aż 3,5 miliarda lat. W skale tej znaleziono wszystkie 3 typy mikroskamielin. Rogowiec przyjmuje różnorodne barwy, mikroskamieniałości znajdowane są typowo w rogowcu czarnym, którego ciemna barwa wskazuje na obecność substancji organicznych.